# Isiah Hall
Isiah Hall (* 7. November 2001 in Kanada) ist ein kanadischer Schauspieler und Tänzer.

## Leben
Hall wurde in Kanada geboren und wuchs zusammen mit einem älteren Bruder und einer älteren Schwester auf. Er tanzt seit seinem fünften Lebensjahr und wurde 2014 zum Mr. Dance Canada Jr. gewählt. Anschließend folgte zwischen 2014 und 2015 eine Teilnahme in insgesamt zehn Ausgaben der Kochsendung Cook'd. Auch aufgrund seiner Erfahrungen als Tänzer bekam er die Rolle des Denzel Stone in der Fernsehserie Backstage. Von 2016 bis 2017 wirkte er in insgesamt 30 Episoden mit. 2020 stellte er einen Nebencharakter in der Fernsehserie The Next Step dar.

## Filmografie
- 2016–2017: Backstage (Fernsehserie, 30 Episoden)
- 2020: The Next Step (Fernsehserie, 2 Episoden)

### Fernsehauftritte
- 2014–2015: Cook'd (Fernsehsendung, 10 Episoden)